# Albert Xesternev
Albert Xesternev   (Moscou, 20 de juny de 1941 - Moscou, 5 de novembre de 1994) fou un futbolista rus de la dècada de 1960.
Fou 90 cops internacional amb la selecció soviètica amb la qual participà en la Copa del Món de Futbol de 1962, 1966 i 1970.
Pel que fa a clubs, defensà els colors de PFC CSKA Moscou.